# Darrall Imhoff
Darrall Tucker Imhoff (São Gabriel (Califórnia),11 de agosto de 1938 – Bend (Oregon), 30 de junho de 2017) foi um basquetebolista profissional estadunidense que integrou a Seleção Estadunidense na conquista da Medalha de ouro disputada nos XVII Jogos Olímpicos de Verão de 1960 em Roma.